# Calobre
Calobre est un corregimiento et le chef-lieu du district de Calobre, dans la province de Veraguas, au Panama. Le nom « Calobre » était en l'honneur du cacique qui régnait sur ces terres. En 2010, la localité comptait une population de 2 514 habitants selon les données du recensement effectué dans la République du Panama. Calobre est une ville réputée pour sa production de pastèques. Les principales activités sont l'agriculture et le tourisme.

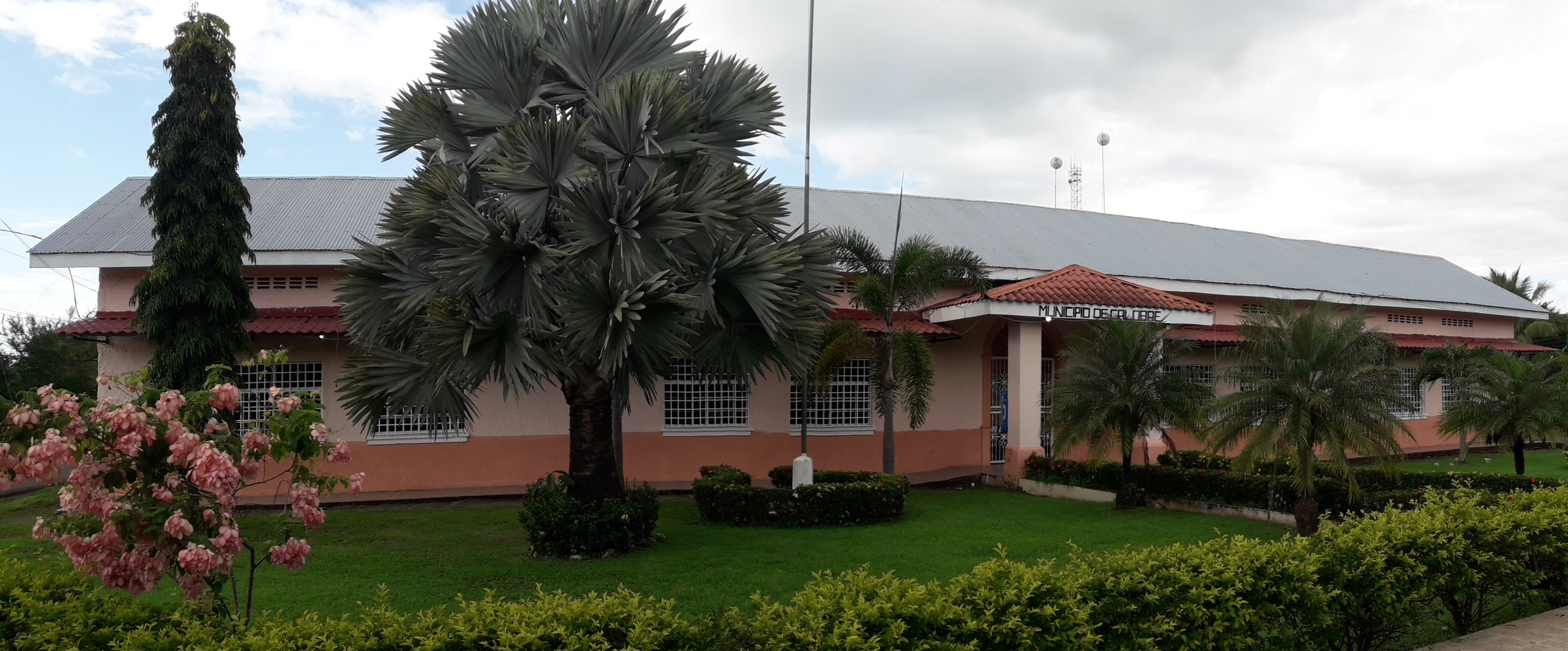
Palais municipal de Calobre.

La production de pastèques dans cette région est la meilleure du Panama grâce à ses terres et ses rivières qui offrent un environnement propice pour sa croissance. Outre la pastèque, Calobre produit également de l'orange, de la mandarine, du pamplemousse, du citron, du melon, de la papaye, du mamey, de la noix de cajou, de la carotte, de la tomate, de la laitue, du concombre, etc. Beaucoup d'entre eux sont exportés.
Vers le mois de mars, la ville organise la Foire de la pastèque (espagnol : Feria de la sandía), où ses habitants font la promotion et la vente d'objets artisanaux tels que des chapeaux, des robes et d'autres articles de la région, ainsi que de légumes cultivés dans les terres de Calobre. Les habitants de la région et des environs se rendent également à cet événement pour profiter des prix bas des produits vendus à cette foire.
Calobre possède plusieurs destinations touristiques telles que la réserve forestière de La Yeguada et sa lagune, le volcan Media Luna et ses sources d'eau chaude. Les touristes campent généralement à La Yeguada et autour du volcan Media Luna, où les températures sont très agréables. Les sources d'eau chaude sont également très populaires car on dit qu'elles sont nées d'un volcan qui est entré en éruption. Une autre attraction touristique est la cascade de La Silampa, située dans le village intérieur de Chitra. Une autre attraction sont les cangilones du río San Juan dans le Pedregoso.